# Mitta
Mitta (korábban Egyházasmitta, 1899-ig Kosztolna-Miticz, szlovákul Kostolné Mitice) Trencsénmitta településrésze, egykor önálló falu Szlovákiában, a Trencséni kerületben, a Trencséni járásban.
2001-ben Trencsénmitta 732 lakosából 712 szlovák volt.

## Fekvése
Trencséntől 18 km-re délkeletre fekszik.

## Története
1269-ben Mitha, 1406-ban Mytta, 1433-ban Myttych, 1493-ban Mythycz, 1505-ben Eghazas Mytha néven említik. Kezdetben különböző nemesi családok birtoka, majd 1505-ben már a nyitrai püspökségé.
Neve a szláv Mita személynévből származik. Temploma már az 1332 és 1337 között készített pápai tizedjegyzékben szerepel. 1598-ban 9 ház állt a faluban. 1720-ban mindössze egy adózó portája volt. 1784-ben 22 házában 25 család és 157 lakos élt.
1828-ban 22 háza volt 283 lakossal. A 18. században üveggyár működött a területén. Lakói főként mezőgazdasággal foglalkoztak.
Vályi András szerint "MITTICZ. Kosztolán Mitticz, Nemes Mitticz, és R. Mitticz. Három tót falu Trentsén Várm. K. Mitticznek földes Ura a’ Nyitrai Püspökség, N. Mitticznek pedig több Urak, R. Mitticznek Modocsányi Uraság, lakosai katolikusok, és másfélék is, fekszenek egy máshoz nem meszsze, földgyei jók, vagyonnyaik külömbfélék, el adásra alkalmatos módgyok van."
Fényes Elek szerint "Miticz (Kosztolán), tót falu, Trencsén vmegyében, 218 kath., 5 zsidó lak. Kath. paroch. templom. F. u. a nyitrai püspök. E helységek az uj rendezés szerint Nyitra vgyéhez kapcsoltattak. Ut. p. Nyitra-Zsámbokrét."
1910-ben 207, túlnyomórészt szlovák lakosa volt. A trianoni békeszerződésig Trencsén vármegye Báni járásához tartozott.
1960-ban egyesítették a szomszédos Rozsony- és Nemesmittával.

## Nevezetességei
A falu temploma a 13. században épült.

## Külső hivatkozások
- Községinfó
- Mitta Szlovákia térképén
- Tourist-channel.sk
- E-obce.sk Archiválva 2008. március 27-i dátummal a Wayback Machine-ben